# Paul Kipkoech
Paul Kipkoech (Kenia, 6 de enero de 1963-16 de marzo de 1995) fue un atleta keniano, especializado en la prueba de 10000 m en la que llegó a ser campeón mundial en 1987.

## Carrera deportiva
En el Mundial de Roma 1987 ganó la medalla de oro en los 10000 metros, con un tiempo de 27:38.63 segundos que fue récord de los campeonatos, llegando a la meta por delante del italiano Francesco Panetta y del alemán Hansjörg Kunze.